# Granvin
Granvin è una località ed ex comune norvegese della contea di Vestland. Dal 1º gennaio 2020 fa parte del comune di Voss.